# Amilaga albimacula
Amilaga albimacula är en fjärilsart som beskrevs av Pieter Cornelius Tobias Snellen. Amilaga albimacula ingår i släktet Amilaga och familjen nattflyn. Inga underarter finns listade i Catalogue of Life.